# Nervous Shakedown
Nervous Shakedown è un brano degli AC/DC, pubblicato dall'etichetta discografica Atlantic Records nel 1983 come secondo singolo estratto dall'album Flick of the Switch, in abbinamento a This House Is On Fire e Flick of the Switch come Lato B.
Il disco è uscito anche in una versione extended play nel 1984 che include Nervous Shakedown, Rock and Roll Ain't Noise Pollution, Sin City, This House Is on Fire (gli ultimi tre brani registrati dal vivo nel 1983).

## Brano
Per il brano sono stati girati due video, il primo dei quali realizzato sullo stesso set dei video di Flick of the Switch e Guns for Hire, mentre un secondo video è stato girato sul palco della Joe Louis Arena a Detroit, durante le prove di un concerto.

## Tracce
1. Nervous Shakedown
2. This House Is On Fire
3. Flick of the Switch.

Le tracce presenti sulla versione EP del 1984 sono:
1. Nervous Shakedown
2. Rock And Roll Ain't Noise Pollution
3. Sin City
4. This House Is on Fire.

Gli ultimi tre brani sono stati registrati dal vivo nel 1983.

## Formazione
- Brian Johnson - voce
- Angus Young - chitarra solista
- Malcolm Young - chitarra ritmica
- Cliff Williams - basso
- Phil Rudd - batteria